# Los Buddenbrook
Los Buddenbrook. Decadencia de una familia (título original alemán: Buddenbrooks. Verfall einer Familie.) es la primera novela del escritor alemán Thomas Mann, publicada en 1901. La novela tuvo un éxito rotundo, y en 1929 ya se habían vendido más de 185 000 ejemplares solo en ediciones en lengua alemana. El Premio Nobel le fue concedido en dicho año, en palabras del jurado, «principalmente por su gran novela Los Buddenbrook.
Los Buddenbrook narra las vicisitudes de una próspera familia de comerciantes de Lübeck entre los años 1835 y 1877. Abarca cuatro generaciones de la familia.

## Escritura y publicación de la novela
El proyecto de Mann de escribir una saga familiar data al menos del verano de 1897, cuando se lo comentó en una carta a su amigo Otto Grautoff, con fecha del 20 de agosto. La inspiración para la novela la encontró el autor en la tetralogía operística de Richard Wagner El anillo de los nibelungos. Animado por su editor, Samuel Fischer, Mann concluyó la escritura de la obra el 18 de julio de 1900, y la envió a su editor el 13 de agosto. Fischer deseaba que Mann acortara la obra, pero el escritor se negó.
Finalmente, la novela, de considerable extensión, se editó en dos volúmenes, el 26 de febrero de 1901. Se hizo una tirada de 1000 ejemplares, que se vendieron con dificultad. Sin embargo, la segunda edición, en 1903, que constó de 2000 ejemplares, fue un gran éxito. A partir de entonces se sucedieron las ediciones, y en 1918 ya se habían vendido alrededor de 100 000 ejemplares.

## Traducción
La primera traducción al castellano corrió a cargo de Francisco Payarols y fue publicada por la editorial Apolo, que había también editado dos años antes otra novela del autor alemán, La montaña mágica.